# Dorcadia qinghaiensis
Dorcadia qinghaiensis är en loppart som beskrevs av Zhahn Xinru, Wu Wenzhen et Cai Liyun 1991. Dorcadia qinghaiensis ingår i släktet Dorcadia och familjen grävlingloppor. Inga underarter finns listade i Catalogue of Life.